# Diocèse de Vesoul
Le diocèse de Vesoul est une circonscription ecclésiastique qui n'a existé que de 1791 à 1801, basée à Vesoul. Il regroupait des paroisses prises à l'archidiocèse de Besançon et correspondait au département de la Haute-Saône.

## Histoire

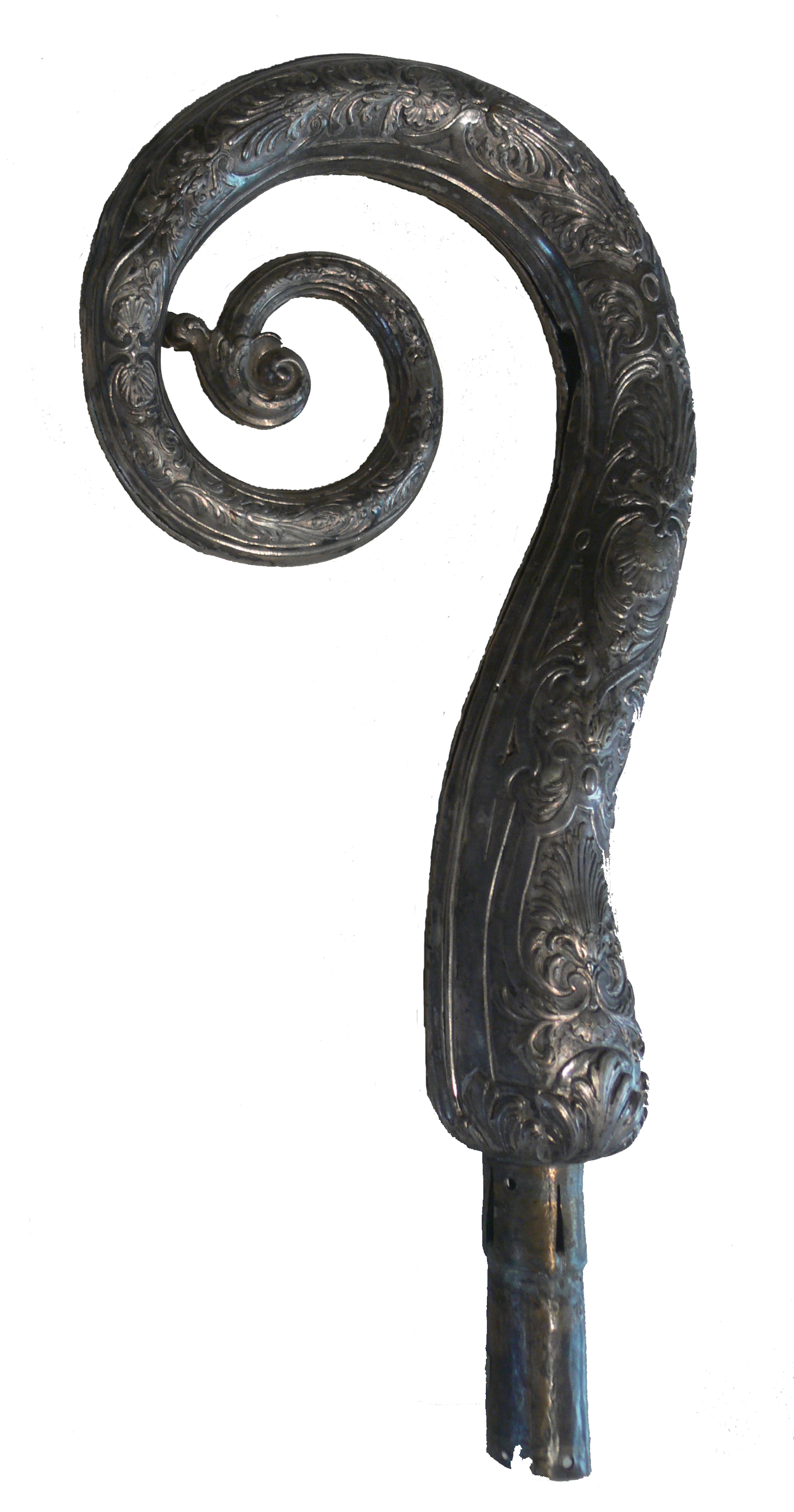
Crosse de l'évêque de Vesoul, décennie 1790, Musée Jean-Léon Gérôme

Sous l'Ancien Régime, Vesoul dépendait du diocèse de Besançon. Le diocèse de Vesoul est créé en 1791, en conséquence de la réorganisation territoriale de l'Église liée à la Constitution civile du clergé, la carte ecclésiastique de la France ayant été entièrement redessinée de manière à la faire coïncider avec les départements, circonscriptions administratives nouvellement créées. Le nouveau diocèse de Vesoul correspondait donc au département de la Haute-Saône.
Son seul et unique évêque fut Jean-Baptiste Flavigny, ancien curé de Vesoul.
Le Concordat de 1801 l'a supprimé pour le rattacher au diocèse de Besançon.
Par la bulle pontificale du pape Jean-Paul II du 3 novembre 1979, le canton d'Héricourt en Haute-Saône fut détaché du diocèse de Besançon et rattaché au nouveau diocèse de Belfort-Montbéliard.